# انقطاع النفس
البُهْر أو الدُّعْلَة أو انقطاع النفس أو انقطاع التنفس هو مصطلح يشير إلى توقف التنفس الخارجي، وأثناء هذا الانقطاع لا تستطيع العضلات الإستنشاقية القيام بالحركة، وفي بداية الانقطاع يبقى حجم الرئتين دون تغير. واستنادًا على كيفية انسداد الشعب الهوائية الانفتاحية؛ فمن المحتمل وجود تدفق في الغازات بين الرئيتن وما حولها، وبالرغم من ذلك لا يتأثر تبادل الغازات بداخل الرئتين والتنفس الخلوي.

## الأسباب
من الممكن أن يصاب الشخص بانقطاع التنفس بإرادته، أي بتعاطيه للمخدرات كمادتي الأفيون والتريدتامين السامتين أو أن يصاب به تلقائيًا عن طريق الاختناق أو الشرق أو من الممكن أن يحدث نتيجة لمرض عصبي أو لتعرض لصدمة. وينقطع تنفس المرضى الذين يعانون من انقطاع النفس أثناء النوم أكثر من 20 – 30 مرة في الساعة كل ليلة. ومن الممكن أيضاً أن يتوقف التنفس أثناء الانفعالات المتزايدة كالبكاء أو التعرض للخداع من قبل الأخرين وكذلك عند الضحك. ومن الممكن أن يحدث انقطاع النفس طوعًا عن طريق إغلاق الأحبال الصوتية وفي نفس الوقت إغلاق الفم وسد دهليز الأنف أو تحفيز عضلات الزفير باستمرار.

## المضاعفات
لا يستطيع الأشخاص في ظل الظروف الطبيعية تخزين كميات كبيرة من الأكسجين في الجسم، لذا يؤدي توقف التنفس لفترات طويلة على نقص حاد في الأكسجين في الدورة الدموية، ومن المحتمل أن يصاب الشخص بضرر دائم في الدماغ بعد ثلاثة دقائق على الأقل، مما يؤدي إلى الوفاة لا محالة بعد بضع دقائق أخرى مالم تُستعاد التهوية. وأما في ظل الظروف الخاصة كانخفاض درجة الحرارة أو أكسجة مفرطة الضغط أو أكسجة انقطاع التنفس (انظر الأسفل) أو الأكسجة الغشائية، فإن انقطاع التنفس لفترات طويلة قد يتعافى منه الشخص دون مضاعفات حادة.
لا يستطيع الأشخاص غير المتدربين على حبس أنفاسهم بصفة طوعية لمدة تزيد عن دقيقة أو دقيقتين. حيث يعزو ذلك إلى كون أن معدل التنفس وحجم كل عملية تنفسية يعملان بشكل محكم التنظيم لأجل المحافظة على قيم ثابتة من ضغط ثاني أكسيد الكربون والهيدروجين في الدم. خلال حدوث انقطاع النفس، لا تقوم الرئتين على إزالة ثاني أكسيد الكربون حيث يتراكم في الدم. يؤدي كل من ارتفاع ضغط ثاني أكسيد الكربون وانخفاض الأس الهيدروجيني إلى تحفيز المركز التنفسي في الدماغ والذي يتعذر التحكم به بصفة طوعية.
عندما يغوص الشخص في الماء تحدث تغيرات فيسولوجية بسبب منعكس غطس الثديات، والتي تمكن الشخص من تحمل انقطاع النفس لفترة أطول، حتى مع الأشخاص الغير متدربين.
تحمل انقطاع النفس يمكن التدرب عليه. فتقنية الغوص الحر القديمة تتطلب حبس النفس، ويستطيع الغواصين العالميين حبس أنفاسهم تحت الماء حتى عمق 214 متر لأكثر من أربع دقائق. وبالمناسبة فإن المصابين بانقطاع التنفس هم الذين يمكنهم حبس أنفاسهم لفترة طويلة.

## فرط التنفس
يعتقد أن فرط التنفس الطوعي الذي يكون قبل انقطاع النفس الطوعي هو لسماح الشخص المعني بحبس أنفاسه بشكل آمن لفترة أطول. لكن في واقع الأمر، هو يعطي الانطباع بأن الشخص لا يحتاج التنفس، في حين أن الجسم في الحقيقة يعاني من الأكسجين في الدم الذي عادة وبشكل غير مباشر يؤدي بقوة إلى ضيق التنفس. وينسب البعض بشكل خاطيء تأثير فرط النفس على زيادة الأكجسين في الدم، غير مدركين أنه في الوقع نتيجة لانخفاض ثاني أكسيد الكربون في الدم، يترك الدم عادة الرئتين مشبعة بِالأكسجين، لذلك فرط الهواء العادي لا يمكنه زيادة الأكسجين المتوفر. إن انخفاض تركيز ثاني أكسيد الكربون يزيد من درجة الحموضة في الدم، وبالتالي تزيد فترة ما قبل مركز التنفس التي تصبح متحفزة (كما هو موضح أعلاه) ومن ناحية أخرى، فإن فرط النفس سوف يجعل وقت حبس النفس أطول قليلاً، وأي زيادة بسيطة في وقت حبس النفس تكون على حساب احتمال نقص التأكسج، ويمكن أن يفقد الشخص وعيه كنتيجة لاستخدام هذه الطريقة. إذا فقد الشخص وعيه تحت الماء هناك خطر كبير على أنه سوف يغرق. ويجب أن يكون شريكه في الغوص متأهبًا لإنقاذه.
تحدث غيبوبة انقطاع التنفس الساكن على السطح عندما يحبس الغواص أنفاسه وقتًا أطول يكفي لانتشار الأكسجين إلى ما دون المطلوب للحفاظ على بقاء الدماغ واعيًا. ولا يؤدي إلى حدوث أي تغيرات تضغط على الجسم، وعادة ما يُنفّذ لتحسين وقت حبس النفس، ولا ينبغي أبدًا على الغواص أن يمارس هذا السلوك وحده، بل يجب أن يكون وفقًا لبروتوكولات السلامة الصارمة بجانب الغواص.

## أكسجة انقطاع التنفس
لأن تبادل الغازات بين الدم والرئتين يعتبر مستقلًا عن حركة الغاز من وإلى الرئيتين، من الممكن أن تنتقل كميات عالية من الأكسجين في الدورة الدموية حتى وإن كان الشخص مصابًا بانقطاع التنفس، ويمكن تفسير هذه الظاهرة (أكسجة انقطاع التنفس) على النحو التالي:
يتطور الضغط المنخفض داخل الرئتين مع بداية انقطاع التنفس حيث تمتص الرئتين المزيد من الأكسجين أكثر من إخراج ثاني أكسيد الكربون، وفي حال كانت الشعب الهوائية مغلقة أو مسدودة فإن ذلك يسبب تدهورًا تدريجيًا في الرئتين. أما في حال كانت الشعب الهوائية مفتوحة، فإن أي غاز يزود الشعب الهوائية العليا سوف يتبع تدرج الضغط ومن ثم يتدفق إلى الرئتين لإستبدال الأكسجين المستهلك. وإذا زُوِّدت الرئتين بالأكسجين النقي فإن هذه العملية سوف تساعد في تجديد الأكسجين المخزن في الرئتين، فينتقل الأكسجين عبر الدم بمستويات طبيعية، ولن يؤثر على وظائف الأعضاء. إن تحديد فرط الأكسجة من الممكن أن تؤدي إلى اندفاع النتروجين مما يسبب لانخفاض الأمتصاص. ومع ذلك ففي أثناء انقطاع التنفس، لا يخرج ثاني أكسيد الكربون، فيتوازن الضغط الجزئي لثاني أكسيد الكربون في الرئتين بسرعة مع الدم. وفي عملية التمثيل الغذائي حينما يمر الدم محملًا بثاني أكسيد الكربون يتراكم الكثير منه ويحل محل الأكسجين والغازات الأخرى في المجال الجوي وكذلك سيتراكم أيضًا في أنسجة الجسم مما يؤدي إلى الحماض التنفسي.
وفي ظل الظروف المثالية (أي إذا تنفس الأكسجين النقي قبل بدء انقطاع التنفس لإزالة كل غاز النتروجين من الرئتين ونفخ الأكسجين النقي الرئيتين) تكون أكسجة انقطاع التنفس من الناحية النظرية كافية لتوفير ما يكفي من الأكسجين من أجل البقاء لمدة أكثر من ساعة واحدة لدى البالغين الأصحاء ، ومع ذلك سيظل تراكم غاز ثاني أكسيد الكربون (المذكور أعلاه) هو العامل المحدد. لا تعتبر أكسجة انقطاع التنفس حالة فيسيولوجية جديدة فحسب، بل يمكن أيضًا أن تستخدم في توفير كميات كافية من الأكسجين في جراحة الصدر عندما لا يمكن تجنب انقطاع التنفس، وخلال ايضًا معالجات الشعب الهوائية مثل تنظير القصبات والتنبيب وجراحة المسالك التنفسية العلوية. ومع ذلك بسبب القيود المذكورة أعلاه فإن أكسجة انقطاع التنفس تعتبر أقل شأنًا من الدورة الدموية خارج الجسم باستخدام جهاز القلب والرئة، وبالتالي لا تستخدم إلا في حالات الطوارئ والعمليات القصيرة. يعتبر استخدام صمامات PEEP حل بديل مقبول في حالة المرضى ذوي الأوزان المعتلة يكون مستوى الماء 5 سم وفي حالة المرضى ذوي الوزن الثقيل يكون 10 سم H2O مع تحسن ملحوظ في الرئة وجدار الصدر.
في عام 1959م، وصف فريومين استخدام أكسجة انقطاع التنفس أثناء التخدير والجراحة. ومن مواضيع الأختبار الثمانية في هذه الدراسة كان أعلى تسجيل لضغط الجزئي لثاني أكسيد الكربون هو 250 ميلميتر من الزئبق وكانت أدنى درجة الحموضة للشرايين 6.72 بعد 53 دقيقة من انقطاع التنفس.

## الدراسات العلمية لانقطاع التنفس
وجدت الدراسات أن حجم الطحال قل أثناء التنفس القصير –انقطاع التنفس لدى البالغين الأصحاء.

## اختبار انقطاع التنفس في تحديد موت الدماغ
من الممارسات الموصى بها في التشخيص السريري لوفاة الدماغ من قبل الأكاديمية الأمريكية لعلم الأعصاب هي ثلاثة معايير تشخيصية مرتبطة ببعضها البعض، وهي كالأتي: الغيبوبة وغياب المنعكسات العصبية للدماغ وانقطاع التنفس (الذي يعرف بأنه عدم قدرة المريض على التنفس دون مساعدة مع عدم وجود أنظمة دعم الحياة ويتبع أختبار توقف التنفس البروتوكولات المرسومة.